# Melanocharis arfakiana
A Melanocharis arfakiana a madarak osztályának verébalakúak (Passeriformes) rendjébe és a bogyókapófélék (Melanocharitidae) családjába tartozó faj.

## Rendszerezése
A fajt Otto Finsch német ornitológus írta le 1900-ban, a Dicaeum nembe Dicaeum arfakianum néven. Az első példány begyűjtése 1867-ben az Arfak-hegységben történt. Minimális egyed került idáig megfigyelésre.

## Előfordulása
Új-Guinea szigetén, Indonézia és Pápua Új-Guinea területén honos. Természetes élőhelyei a szubtrópusi és trópusi hegyi esőerdők. Állandó, nem vonuló faj.

## Megjelenése
Testhossza 11 centiméter.

## Életmódja
Bogyókra és valószínűleg ízeltlábúakra táplálkozik.

## Természetvédelmi helyzete
Az elterjedési területe nagyon nagy, egyedszáma pedig ismeretlen. A Természetvédelmi Világszövetség Vörös listáján nem fenyegetett fajként szerepel.